# 黄坡水库
黄坡水库是中国湖北省荆门市钟祥市境内的一座水库，位于汉江支流长寿河上，建于1979年。水库正常库容为5341万立方米，集雨面积为281平方千米，海拔为76米。由于占地面积巨大，其所在地区亦是一个类似乡级单位。